# Ондрест
Ондрест (фр. Andrest) насеље је и општина у јужној Француској у региону Миди Пирене, у департману Горњи Пиринеји која припада префектури Тарб.
По подацима из 2011. године у општини је живело 1421 становника, а густина насељености је износила 229,56 становника/km². Општина се простире на површини од 6,19 km². Налази се на средњој надморској висини од 254 метара (максималној 266 m, а минималној 241 m).

## Демографија
График промене броја становника у току последњих година